# Christian Joseph Henke
Christian Joseph „Jos“ Henke (* 22. März 1885 in Den Haag; † 11. September 1958 in Wirges, Rheinland-Pfalz) war ein niederländischer Maler und Zeichner.

## Leben
Nach Ausbildungsstationen in Den Haag (um 1907) und Köln (um 1908) besuchte Henke 1910/1911 die Kunstakademie Düsseldorf. Dort waren Eduard von Gebhardt und Julius Paul Junghanns seine Lehrer. Von 1911 bis zu seinem Tod wirkte Henke in Den Haag. Er starb während eines Besuchs in Wirges, dem Geburtsort seiner Mutter.
Henke schuf Gemälde mit religiösen Darstellungen, Stillleben (insbesondere Blumenstillleben), Figurendarstellungen, Genrebilder, Strandansichten und Porträts.